# Kuszenie Chrystusa (obraz Sandra Botticellego)
Kuszenie Chrystusa lub Oczyszczenie trędowatego – fresk autorstwa Sandro Botticellego, znajdujący się w Kaplicy Sykstyńskiej.
Głównym tematem fresku jest opisane w Ewangelii Mateusza (Mt 4,1-11) kuszenie Chrystusa, rozpisane na trzy sceny umieszczone w górnej części obrazu. Po lewej Jezus spotyka szatana pod postacią starca, starającego się go przekonać by zamienił kamień w chleb. W części środkowej szatan kusi go, aby rzucił się z dachu świątyni. Po prawej zaś pokonany diabeł skacze ze skały. Na pierwszym planie umieszczona została scena ofiary, interpretowana powszechnie jako dziękczynienie składane przez trędowatego uzdrowionego przez Chrystusa. Leopold Ettlinger zakwestionował jednak takie wyjaśnienie, twierdząc iż jest to znana z apokryfów opowieść o służbie młodego Jezusa w Świątyni Jerozolimskiej. Po lewej stronie stoi Chrystus w otoczeniu trzech aniołów, objaśniając im sens rozgrywającej się sceny.
Przedstawiony w centralnej części fresku budynek świątyni to Szpital Świętego Ducha, wzniesiony z rozkazu Sykstusa IV. Wśród przedstawionych w rozgrywającej się na pierwszym planie scenie Botticelli uwiecznił postaci z papieskiego dworu, m.in. młodzieniec z lewej strony to członek rodu della Rovere, o czym świadczy płaszcz z rodowym herbem – liśćmi dębu. Artyście nie do końca udało się zharmonizować figury ludzkie z elementami krajobrazu, zaś zaczerpnięte z tradycji antycznej postaci putta z kiścią winogron i kobiety niosącej wiązkę drewna są wyizolowane z kontekstu.